# Ribeira do Paul

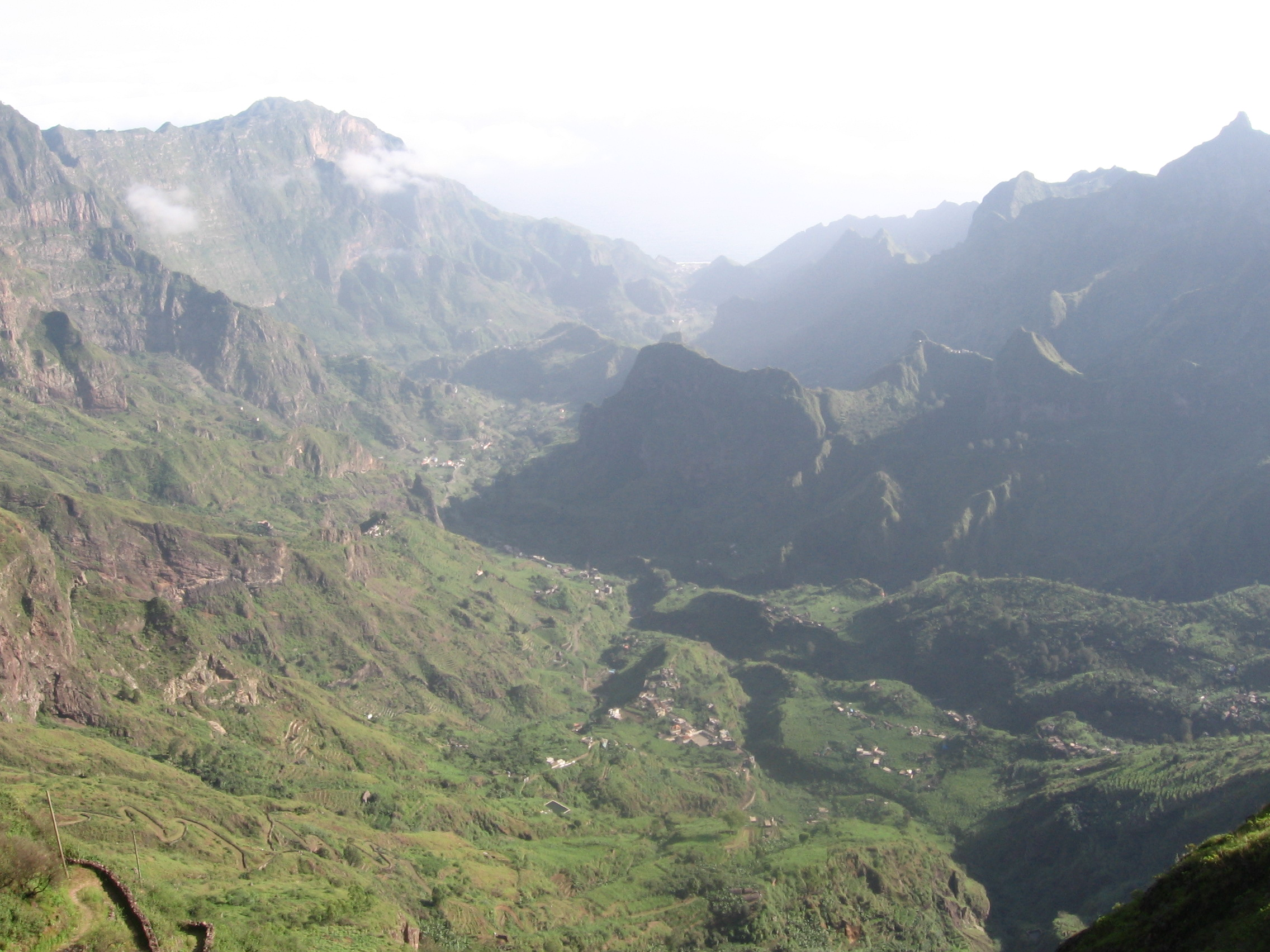
Vue générale de la vallée de la Ribeira do Paul

La Ribeira do Paul est un cours d'eau du Cap-Vert qui arrose le nord-est de Santo Antão, l'une des îles de Barlavento.